# Escut de Moguer
L'escut de Moguer és l'escut actualment oficial de la ciutat de Moguer (Huelva), i que va ser aprovat per la corporació municipal en ple el 24 de juliol de 1996, i posteriorment va ser ratificat per la Junta d'Andalusia el 15 d'octubre de 1996.

## Blasonament
Quinze punts d'escacs d'or i atzur, bordura componada de Castella i Lleó. Al timbre corona reial tancada.